# Pteroglossus castanotis
El tucanillo, carrasco, pichí bandirrojo, arasarí castaño, arasarí fajado o tucaneta parda (Pteroglossus castanotis) es un ave de la familia Ramphastidae, que habita en los bosques húmedos de Sudamérica, desde Colombia hasta el norte de Argentina, en altitudes inferiores a los 900 m s. n. m.
Mide 37 a 47 cm de longitud incluidos 10 cm del pico y pesa 220 a 310 g. El plumaje es negro de la corona hasta la nuca y a los lados de la cabeza; la parte baja de la nuca y la parte alta de la garganta son castaños. La parte baja de la garganta es negra y el pecho amarillo. Tiene una banda pectoral roja. Los lados de la cabeza son de color marrón oscuro. Piel azul alrededor del ojo.
Vive en grupos de hasta 12 individuos que vuelan en fila. Se alimenta de frutos, artrópodos y huevos.